# Raffaele Bendandi

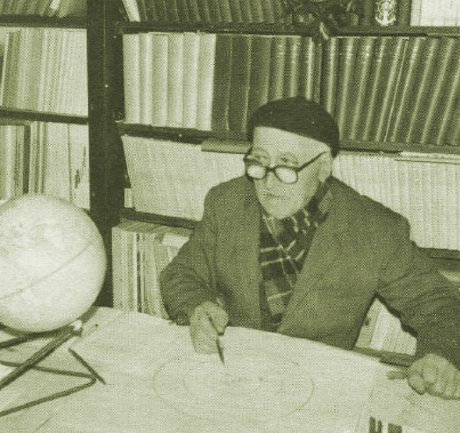

Raffaele Bendandi (Faenza, 17 de outubro de 1893 – Faenza, 3 de novembro de 1979) foi um pseudocientista italiano.
Autodidata, Bendandi desenvolveu uma teoria, privada de qualquer elemento objetivo, sobre as causas que determinam um terremoto, logo após ao grande abalo sísmico ocorrido na cidade de Messina, em 1908. Esta teoria é baseada no alinhamento planetário do sistema solar. Ganhou notoriedade fazendo uma previsão de terremoto, que ocorreria em Marcas, para o dia 2 de janeiro de 1924, e este terremoto ocorreu dois dias após a data mencionada (4 de janeiro) na cidade de Senigália, em Marcas.
Conforme a teoria de Raffaele Bendandi, calcula-se um novo terremoto, para a cidade de Roma, no dia 11 de maio de 2011 ou em dias próximos destes..
Em 11 de maio de 2011 um terremóto de magnetude 5.1, seguido por outro de magnetude 4.7, atingiu a região de Lorca, no sudeste Espanhol. Dessa forma Raffaele teria acertado a data do terremoto, errando apenas o local por cerca de 1.000 Km.